# Доходы населения Казахстана
Среднемесячная номинальная заработная плата одного работника за январь — декабрь 2017 года, тенге:
| Место | Административная единица       | 2017   |
| ----- | ------------------------------ | ------ |
| 1     | Атырауская область             | 26     |
| 2     | Мангистауская область          | 25     |
| 3     | Нур-Султан                     | 22     |
| 4     | Алма-Ата                       | 18     |
| 5     | Западно-Казахстанская область  | 13     |
| 6     | Карагандинская область         | 13     |
| 7     | Павлодарская область           | 13     |
| 8     | Актюбинская область            | 12     |
| 9     | Восточно-Казахстанская область | 12     |
| 10    | Кызылординская область         | 123 30 |
| 11    | Кустанайская область           | 116 52 |
| 12    | Акмолинская область            | 110 18 |
| 13    | Алматинская область            | 109 70 |
| 14    | Северо-Казахстанская область   | 103 83 |
| 15    | Южно-Казахстанская область     | 103 34 |
| 16    | Джамбульская область           | 100 48 |

## История
Номинальная зарплата
В 1993 году показатель средней номинальной заработной платы одного работника в Казахстане составлял 128 тенге. Уже в 1994 году он вырос в 13 раз и составил 1,7 тыс. тенге (в 1992, 1993, 1994 гг. в стране была гиперинфляция — 1000 % годовых. Цены росли на все товары ежедневно, буквально)
В 1995 году среднемесячная зарплата повысилась в 2,7 раза, до 4,6 тыс. тенге (инфляция составила 60 % годовых).
В 2000 году данный показатель составил 14,3 тыс. тенге, в 2005 году — 34 тыс. тенге, а в 2010 году — 77,6 тыс. тенге.
В 2015 году среднемесячная зарплата составила 126 тыс. тенге, в 2016 году — 142,9 тыс. тенге, а в 2017 году — 150,8 тыс. тенге.
В долларовом эквиваленте (в пересчете на среднегодовой курс тенге к доллару) в 1993 году средняя зарплата составила $24,6. Через год она выросла почти в два раза до $48,4, а на следующий снова практически удвоилась до $75,5.
Этот показатель с переменным успехом рос 18 лет и пик средней зарплаты в долларах пришелся на 2013 год. Тогда среднестатистический казахстанец получал $717,4. 
Однако после девальвации 2014 года и перехода на плавающий курс нацвалюты рост средней зарплаты не успевал компенсировать ослабление тенге и в долларовом выражении она сократилась. Но если в 2016 году данный показатель составлял $417,6, то к IV кварталу 2018 года средняя зарплата в стране поднялась до отметки в $472,2. 
Минимальная зарплата
С переходом на тенге в 1993 году минимальная зарплата была установлена в размере 13 тенге. 
В следующем году она выросла уже до 122 тенге. В 1995 году этот показатель составил уже 262 тенге. 
Однако в 1996 году минимальная зарплата выросла до 1550 тенге. Плавный рост данного показателя продолжился в течение нескольких лет и достиг к 2001 году 3484 тенге, а к 2004 году — 6600 тенге. При этом в 2005 году в начале года был установлен минимальный размер оплаты труда в размере 7000 тенге, а с июля был увеличен до 9200 тенге.
Очередной значительный рост произошел в 2008-м (до 12025 тенге).
В 2015 году минимальная зарплата превысила отметку в 20 тыс. тенге, а в 2019 году этот показатель был повышен до 42 500 тенге ($113).
В 2020 году правительство не стало менять размер МЗП, и её оставили на прежнем уровне.
Казахстан и Кыргызстан оказались в хвосте рейтинга ЕАЭС по размеру МЗП в пересчете на доллары. В 2020 году этот показатель составит $110 и $26 соответственно. Тогда как в Армении он составил $143, в Беларуси — $176, а в России — $190. 
В 2020 году минимальная зарплата в Казахстане оказалась одной из самых маленьких в мире. Меньшую гарантированную минимальную зарплату получают лишь в Индии, Нигерии и Узбекистане. Казахстан в рейтинге роста минимальной заработной платы обосновался на последнем — 54 месте. В 2020 году минимальная оплата труда осталась прежней, но сумма, получаемая работником на руки, снизилась на 1,1 % из-за возвращения страхового взноса (взносы на обязательное социальное медицинское страхование) с этого года: 37 825 тенге против 38 250 тенге. В России рост составил 7,5 %, в Польше — 14,9 %, а в Германии — 1,9 %.

## Виды доходов

Карта мира, на которой показан Коэффициент Джини, измеряющий уровень расслоения по доходам в странах мира
(0÷1), индекс Джини (0÷100 %)
(при G=1 все доходы сконцентрированы в руках одного человека)

| <0,25 0,25–0,29 | 0,30–0,34 0,35–0,39 0,40–0,44 | 0,45–0,49 0,50–0,54 0,55–0,59 ≥0,60 | N/A |

### Заработная плата
С 1 января 2018 года минимальный размер заработной платы составил 28 284 тенге ($75), с 1 января 2019 года — 42 500 тенге ($113), с 1 января 2022 года — 60 000 тенге ($141). В 2023 году МЗП составит 70 000 тенге.
Среднемесячная заработная плата в Казахстане в номинальном выражении за январь-декабрь 2017 года составила 149 669 тенге ($397), за 4 квартал 2018 года — 163 725 тенге ($435).
Средняя заработная плата в Казахстане в ІІI квартале 2022 года составила 299 782 тенге. По сравнению с аналогичным периодом 2021 года рост составил 23%, в реальном выражении – 5,8%. Об этом сообщает Бюро национальной статистики РК. Отмечается, что по сравнению со вторым кварталом уровень заработной платы снизился на 3,9 процентных пункта (снижение в ІІІ квартале 2021 года составило 3,1 процентных пункта). Как разъяснила директор департамента статистики труда и уровня жизни Наталья Белоносова, это обычное явление в данном периоде. Тенденция наблюдается ежегодно и связана с сезонностью (отпускные выплаты, сезонные работы), приходящейся на второй квартал.
Медианное значение заработной платы (центральный уровень зарплатного ряда) по оценке во ІІ квартале 2022 года составило 196 728 тенге. Рост по сравнению с соответствующим кварталом 2021 года составил 17,1%, в реальном выражении – 2,8%. Медианная зарплата — величина, которая делит всё количество рабочих мест на две равные части: 50% оплачиваются ниже этого значения и 50% — выше.

#### По видам экономической деятельности
По данным БНС, рост заработной платы наблюдается по всем основным видам экономической деятельности. «По сравнению с аналогичным периодом 2021 года наибольший рост зафиксирован в отраслях строительства – 34,5%, сельского, лесного и рыбного хозяйства – 31,3%, транспорта и складирования – 31,1%, более низкие темпы отмечены в предоставлении прочих видов услуг – 5,5%, здравоохранении и социальном обслуживании населения – 8,9%».
В отраслевой структуре наиболее высокая номинальная заработная плата зафиксирована в горнодобывающей промышленности и разработке карьеров – 619,4 тыс. тенге (в 2,2 раза выше среднереспубликанского уровня), в финансовой и страховой деятельности – 521,1 тыс. тенге (в 1,8 раза), в сфере профессиональной, научной и технической деятельности – 416,4 тыс. тенге (в 1,5 раза), в сфере информации и связи – 415,5 тыс. тенге (в 1,5 раза соответственно).
Низкие уровни среднемесячной номинальной заработной платы отмечены в отраслях сельского, лесного и рыбного хозяйства – 144,1 тыс. тенге и искусства, развлечения и отдыха – 169,6 тыс. тенге.
Методика расчета среднемесячной заработной платы, используемая Бюро, соответствует стандартам и методологии Международной организации труда. «Данные о среднемесячной заработной плате рассчитываются на основе ежеквартальной статистической отчетности предприятий. Среднемесячная номинальная заработная плата одного работника формируется с учетом доплат, надбавок, премий, а также налогов и других удержаний (подоходный налог, обязательные пенсионные взносы)»  – пояснила директор Департамента статистики труда и уровня жизни Наталья Белоносова.
Среди сфер экономики наибольшая средняя оплата труда была зафиксирована в деятельности морского прибрежного грузового транспорта – 993 тыс. тенге, в сфере финансовых услуг и страхования – 840,9 тыс. тенге, водного транспорта – 810,2 тыс. тенге, головных компаний, консультирования по вопросам управления – 778 тыс. тенге, в деятельности трубопроводного транспорта – 733 тыс. тенге, страхования, пенсионного обеспечения, кроме обязательно соцобеспечения – 699,8 тыс. тенге.
Те, кто работают в области трудоустройства получают 686,5 тыс. тенге, обязательного соцстрахования – 654 тыс. тенге, воздушного транспорта – 633,7 тыс. тенге, покупки и продажи собственной недвижимости – 613,5 тыс. тенге, горнодобывающей промышленности и разработки карьеров – 592,3 тыс. тенге.
Финансовое посредничество, кроме страхования и пенсионного обеспечения, приносит своим работникам 567,4 тыс. тенге, компьютерное программирование, консультационные и прочие услуги – 503,2 тыс. тенге, работа в области архитектуры, инженерных взысканий, техиспытаний и анализа – 474,2 тыс. тенге, издательская деятельность – 474,1 тыс. тенге, права и бухгалтерского учета – 442,1 тыс. тенге и т.д.
При этом индекс реальной зарплаты в Казахстане по итогам II квартала составил 8,9% относительно аналогичного периода 2021 года.

### Пенсии
Средняя пенсия в Казахстане в 2019 году — 81 062 тенге ($205). Минимальная пенсия в 2020 году — 38 636 тенге ($98), в 2022 году — 46 302 тенге.
с 1 января 2023 года минимальный размер пенсии - солидарная + базовая - составит 77 417 тенге, в том числе минимальный размер солидарной пенсии – 53 076 тенге, минимальный размер базовой пенсии изменится до 24 341 тенге.

### Пособие по инвалидности
Лица с инвалидностью также имеют право на государственное социальное пособие по инвалидности, отметили в ведомстве.
«Размеры государственных социальных пособий зависят от группы и причины инвалидности, а также от величины прожиточного минимума, устанавливаемого законом о республиканском бюджете на соответствующий финансовый год. В настоящее время размер пособия по инвалидности от общего заболевания первой группы составляет 71 787 тенге, второй группы – 57 206 тенге, третьей группы – 38 885 тенге. С 1 января 2023 года размеры государственных социальных пособий по инвалидности будут повышены на 8,5 процента в связи с изменением величины ПМ», - сообщили в ведомстве.
Так, согласно данным ведомства, размер пособия по инвалидности от общего заболевания первой группы составит 77 889 тенге, второй группы – 62 068 тенге, третьей группы – 42 190 тенге.

### Выплаты по рождению ребенка
Пособие на рождение выплачивается как работающим, так и неработающим женщинам.
"Размер пособия составляет: на рождение первого, второго и третьего ребенка - 38 МРП, или в 2022 году 120 840 тенге, с 1 января 2023 года 131 100 тенге. На четвертого и более ребенка - 63 МРП, или в 2022 году 200 340 тенге, с 1 января 2023 года 217 350 тенге", - сообщили в Минтруда.

### Пособие по уходу за ребенком
По данным ведомства, согласно действующему законодательству размеры пособий для неработающих родителей составят:
- на первого ребенка - 5,76 МРП, или в 2022 году 18 317 тенге, с 1 января 2023 года 19 872 тенге;
- на второго ребенка - 6,81 МРП, или в 2022 году 21 656 тенге, с 1 января 2023 года 23 495 тенге;
- на третьего ребенка - 7,85 МРП, или в 2022 году 24 963 тенге, с 1 января 2023 года 27 083 тенге;
- на четвертого и более ребенка - 8,90 МРП, или в 2022 году 28 302 тенге, с 1 января 2023 года 30 705 тенге.

При этом в ведомстве напомнили, что с 1 января 2023 года будет продлён период выплаты пособия по уходу за ребенком и социальной выплаты по уходу за ребенком из ГФСС с одного года до 1,5 года.

### Адресная социальная помощь
По данным Минтруда, на АСП имеют право граждане Казахстана, кандасы, беженцы, иностранцы и лица без гражданства, постоянно проживающие в стране, со среднедушевым доходом, не превышающим черты бедности для конкретной области.
«Если доход на каждого члена семьи ниже этого показателя, разница и составляет размер АСП. В этой связи размер назначенной суммы АСП для каждой конкретной семьи определяется индивидуально, то есть в зависимости от совокупного дохода и размера черты бедности», — сообщили в ведомстве.
Меры государственной поддержки реализуются в комплексе и включают в себя:
- поддержку многодетных матерей, которая включает в себя денежную выплату, предоставляемую в безусловном виде;
- оказание АСП, предоставляемой в денежном выражении на каждого члена семьи;
- гарантированный социальный пакет для детей из числа получателей АСП, предоставляемый в натуральном виде.

«В этой связи изменение условий назначения АСП нового формата и ее особенности не ухудшают и не сужают возможности получения материальной поддержки, а напротив, обеспечивают полный охват нуждающихся, рост размеров пособия и активизацию трудового потенциала граждан. На 1 ноября 2022 года средний размер АСП составляет 6655 тенге. На 2023 год средний размер прогнозируется в размере 9900 тенге», — добавили в министерстве.

### Выплата в связи с потерей работы
По данным ведомства, социальная выплата по потере работы из Государственного фонда социального страхования назначается участнику системы обязательного социального страхования со дня регистрации в качестве безработного в центре занятости населения.
"Размер социальной выплаты зависит от дохода участника системы, с которого производись социальные отчисления, стажа участия в системе и коэффициента замещения дохода. В настоящее время коэффициент замещения дохода составляет 0,4. Выплата осуществляется от одного до шести месяцев, в зависимости от стажа участия в системе. С 1 января 2023 года предусматривается увеличение коэффициента замещения дохода с 40 процентов до 45 процентов. При этом порядок назначения выплаты будет сохранен и будет распространяться только на участников системы, потерявших работу и получивших статус безработного", - сообщили в Минтруда.
Повышение размеров социальной выплаты по потере работы также коснется действующих получателей по состоянию на 1 января 2023 года, которое будет произведено автоматически.

### Пособие по потере кормильца
В Казахстане размеры государственных социальных пособий по случаю потери кормильца зависят от количества иждивенцев умершего кормильца, а также от величины прожиточного минимума.
Так, по данным ведомства, в настоящее время размеры государственных социальных пособий по случаю потери кормильца составляют:
- при наличии одного нетрудоспособного члена семьи - в размере 0,86 ПМ (32 155 тенге);
- при наличии двух – 1,49 ПМ, или 55 710 тенге на всех нетрудоспособных членов семьи;
- при наличии трёх – 1,85 ПМ, или 69 170 тенге на всех нетрудоспособных членов семьи;
- при наличии четырёх – 1,96 ПМ, или 73 283 тенге на всех нетрудоспособных членов семьи;
- при наличии пяти – 2,03 ПМ, или 75 900 тенге на всех нетрудоспособных членов семьи.
- при наличии шести и более нетрудоспособных членов семьи размер пособия на каждого рассчитывается как равная доля от 2,11 ПМ - 78 891 тенге.

В связи с увеличением величины прожиточного минимума размеры государственных социальных пособий по случаю потери кормильца будут повышены на уровень инфляции - 8,5 процента, добавили в министерстве.
То есть размеры пособий по случаю потери кормильца с 1 января 2023 года составляют:
- при наличии одного нетрудоспособного члена семьи - в размере 0,86 ПМ, или 34 888 тенге;
- при наличии двух – 1,49 ПМ, или 60 445 тенге на всех нетрудоспособных членов семьи;
- при наличии трёх – 1,85 ПМ, или 75 049 тенге на всех нетрудоспособных членов семьи;
- при наличии четырёх – 1,96 ПМ, или 79 512 тенге на всех нетрудоспособных членов семьи;
- при наличии пяти – 2,03 ПМ, или 82 352 тенге на всех нетрудоспособных членов семьи.

Также, как отмечается, при наличии шести и более нетрудоспособных членов семьи размер пособия на каждого рассчитывается как равная доля от 2,11 ПМ - 85 597 тенге.

## Безработица
В III квартале 2022 года в различных сферах экономики Казахстана были заняты 8,8 млн человек, из них по найму работали 6,7 млн человек (76,1% от общего числа занятых в экономике), являлись самостоятельно занятыми 2,1 млн человек (23,9% от общего числа занятых в экономике).
По сравнению с III кварталом 2021 года общая занятость выросла на 12,5 тысяч человек, в сегменте наемных работников на 28,5 тысяч человек, численность самостоятельно занятых, напротив, сократилась на 16 тысяч человек.
Численность не полностью занятых (отработали меньше часов из-за снижения объемов работ, по инициативе работодателя, имеют гибкий график работы и другие причины) по сравнению с предыдущим кварталом выросла на 8% и составила 299,3 тысячи человек.
В III квартале уровень безработицы (по методологии МОТ) оставался стабильным и составил 4,9%. Численность безработных составила 450,3 тысячи человек. Численность лиц, которые были без работы, но не искали работу или не были готовы приступить к работе (потенциальная рабочая сила) по сравнению с II кварталом 2022 года сократилась на 6,6% и составила 48,1 тысячи человек.
Уровень безработицы среди молодежи в возрасте от 15 до 28 лет составил 3,8%, доля молодежи NEET (NEET расшифровывается как «Not in education, employment or training» и охватывает собой молодежь, которая не учится, не работает и не повышает квалификацию в настоящий момент., которая не работает и не занята образованием или профессиональной подготовкой), выросла на 0,1 п.п и составила 6,6%.
Официально на конец октября 2022 года в органах занятости Министерства труда и социальной защиты населения Республики Казахстан зарегистрированы 238,2 тысячи безработных. Доля зарегистрированных безработных по сравнению с предыдущим годом выросла на 0,5 п.п и составила 2,6% от рабочей силы.

## Инфляция
Индекс потребительских цен в Казахстане в ноябре 2022 года в годовом исчислении вырос до 19,6%. Цены на продовольственные товары повысились на 24,4%, непродовольственные товары – на 18,6%, платные услуги – на 14,1%.

## Потребительская корзина
Потребительская корзина — это список вещей и услуг первой необходимости, утвержденный законодательно на определенный отрезок времени. При составлении потребительской корзины первоочередно учитываются продукты питания, предметы гардероба, медицинские препараты, а также стоимость ЖКХ, транспортных услуг и некоторых другие виды расходов. Эти данные меняются ежегодно. Вернее, ежемесячно, но там разница меньше. Например, на душу населения в январе 2015 года выпадало 19059 тенге, а уже к июню число поднялось до 19677. Что уж говорить о том, что еще в 2012 он составлял в пределах 15-17 тысяч. Соответственно, меняется объем потребительской корзины. Потребительская корзина Казахстана имеет свои особенности.
Список потребительской корзины пересматривают каждые лет пять и вносят в него определенные изменения. Так, первую корзину «собрали»  в Казахстане еще в 1998 году, и в ней было около двадцати продуктов. Уже через семь лет состав ее увеличился более, чем в два раза – до 43 наименований.  Стоимость продуктовой корзины на начало 2022 года составляет 26 460 тенге.
Основные продукты питания, обеспечивающие одно лишь выживание, составляют 50,2% от минимальной оплаты труда после уплаты налогов. В прошлом году аналогичная продуктовая корзина равнялась 67,6% от минимальной зарплаты.
Цена продовольственной корзины (хлеб, молоко, яйца, рис, сыр, мясо, фрукты и овощи) составила 22 200 тенге. Это на 6,15 % больше прошлогодней суммы.
Стоимость минимальной продовольственной корзины равна 58,7 % от минимальной зарплаты. Такая же корзина в 2019 году составляла 54,7 % тогдашней минимальной оплаты труда. Это означает, что рост цен в Казахстане опередил рост зарплат.

### Потребительские цены на 2023 год
С 1 декабря 2022 действует новый Закон «О республиканском бюджете на 2023-2025 годы», подписанный президентом. Согласно постановлению, минимальная заработная плата составит 70 тысяч тенге, а прожиточный минимум – 40,5 тысяч тенге. Эта сумма должна покрывать расходы на потребительскую корзину, которая содержит 43 наименования. В ноябре 2022 года потребительские цены резко увеличились и составили 19,6%. Этот показатель значительно превысил максимальный порог инфляции, зарегистрированный в августе. Данные свидетельствуют о быстром росте цен на товары и услуги, в том числе, входящие в потребительскую корзину. Инфляция привела к увеличению стоимости продуктового набора на 24,1%, бытовых товаров на 18,6%, а платных услуг на 14,1%. На конец 2022 года, инфляция достигла критической отметки в 20%. Отмечается также рост социальных выплат, благодаря которым, пенсионные льготы поднимутся до 77 147 тенге, выплаты по рождению ребенка – до 131,1 тысячи тенге, а пособия по потере кормильца – до 32 155 тенге. С учетом данных показателей, население сможет рассчитывать на удовлетворение не только базового физиологического минимума, но и своих социокультурных потребностей.

###### Сравнение с корзинами других стран
На фоне потребительских корзин зарубежных стран казахстанская кажется скудной. К примеру, в Германии корзина включает в себя перечень из почти 600 продуктов, товаров и услуг, в Великобритании – около 700, в США – более 200. В России в составе корзины 156 продуктов, товаров и услуг.
Развитые страны не ограничиваются жизненно необходимым набором продуктов, товаров и услуг. Так, в британский минимум для жизни включены шампанское и вино. Немцы в свой прожиточный минимум включили заказ пиццы на дом, посещение солярия и фитнес-центров, а французы – визиты в салоны красоты, покупку косметики, оплату услуг няни и корм для домашних питомцев.

## Прожиточный минимум
До 2019 года прожиточный минимум совпадал с МРЗП.
Прожиточный минимум в Казахстане в 2020 году составил 31 183 тенге ($79), в 2022 году — 36 018 тенге ($85).
Уже с конца лета 2022 года прожиточный минимум в Казахстане вырос по сравнению с предыдущими периодами. Величина его составила более 30 000 тенге. Отметим, что по каждому региону объем прожиточного минимума варьируется. В прошлом году традиционно первое место заняла Мангистауская область: 39 400 тенге. Далее 2 и 3 места по объему прожиточного минимума заняли Нур-Султан, Алматы с показателями 37 700 и 35 200 тенге.
В 2021 году в Казахстане был пересмотр суммы прожиточного минимума. Практически 35% от продовольственной корзины приходились на мясные и рыбные продукты. Молочные изделия, яйца составляли 24,9%. Планировался рост доли хлеба и крупяных изделий с 12,5% до 12,9%, а также объема фруктов и овощей – с установленных раннее 24,9%. Установлена была следующая структура затрат: 55% расходов пошли на продовольственную корзину, а 45% занимала непродовольственная продукция и платные услуги.

#### Состав потребительской корзины в 2023 году
Состав потребительской корзины пересматривается 1 раз в 5 лет и последние изменения были введены в 2018 году, когда ее состав увеличили в два раза, с учетом дополнительных потребностей населения. На момент 2023 года, в нее будут входить: Фрукты и овощи, составляющие 8,2% от общего прожиточного минимума. Хлебобулочные и хлебные изделия – 8%. Молочные продукты и яйца – 15,9%. Мясные и рыбные изделия – 21,1%. Сахар, специи, чай – 1,8%. Большую часть составят непродовольственные изделия, бытовая химия и услуги, в том числе, красоты, транспортные расходы, товары жизненно важной необходимости– это 45% от прожиточного минимума. По прогнозам аналитиков, высокая устойчивая инфляция в 19-20% сможет замедлиться в 2023 году до 14,3%, а цена потребительской корзины увеличится до 40 тысяч тенге на человека, в соответствии с новыми значениями МРЗП и МРПМ.

#### Минимальная потребительская корзина в Казахстане в 2022 году
По сути, это то, что не просто необходимо для расчета прожиточного минимума властями, но и тот список, который поможет населению прожить адекватно при минимальных затратах на питание в супермаркетах и на рынках. То есть, совершенно понятно, что потребительская корзина  —  это список продуктов, которые можно себе позволить, допустим, на пенсию. А если быть точнее  —  то на примерно 21,5 тысячи тенге. А теперь к главному. Минимальная потребительская корзина включала в себя вот что: затраты на услуги и различные товары, которые не являются продуктовыми: например, одежда, бытовая химия и т.д. расходы на саму продовольственную корзину (мясо, овощи, фрукты, сдоба и прочее подобное  —  одним словом, пища) Потребительская корзина Казахстана установлена законом 1999 года 474-1.

##### Расчёт стоимости потребительской корзины
Уполномоченные органы, упомянутые выше, работают на расчетами. Как именно? Умножают нормы (научно-обоснованные физиологические) употребления самых популярных и покупаемых продуктов на среднюю цену в разных торговых сетях. Берутся во внимание разные группы возрастов, от школьников до пенсионеров. Расчеты происходят в пятнадцатых числах текущего месяца в столице / облцентре. Увеличивают стоимость минимальной корзины с товарами на минимальную фиксированную сумму расходов. Эта сумма определяется Правительством Казахстана. Получается, в каждом месяце, под влиянием инфляции, минимальный объем корзины меняется. В плане ценовой политики. Как и сам прожиточный минимум казахского населения.

###### Прожиточный минимум: данные
Материальный доход, сведенный к минимуму, на одну персону, по стоимости такой же, как стоимость минимальной потребительской корзины. Этот доход защищен Конституцией Казахстана, а именно законом «О прожиточном минимуме». Здесь расписана вся информация, юридическая основа, условия пользования и установки самого ПМ. Цифры зависят от инфляции согласно Закону о республиканском бюджете. С 2023 года ПМ в Казахстане  —  40,5 тысяч тенге. Отсюда вытекают и такой момент, как корзина потребительская. ПМ: для чего он? оценить жизненный уровень; определить уровень бедности среди населения; установить направление политики по отношению к обществу; установить способы поддержки жителей Казахстана; обосновать и установить минимальный размер пенсионных выплат, зарплат и  расходов на другие социальные ниши.

###### Расчёт МРП
Это происходит по правилам “расчета величины прожиточного минимума”: по столице; по городу со значением республики; районным центрам; областным центрам. Чтобы собрать и рассчитать данные, суммируются стоимость потребительской корзины и непродовольственных расходов. В итоге работник, уполномоченных органов в статистике, вычисляет средний показатель. Вместе с уполномоченным сотрудником по соцзащите они проводят статистическую работу и калькулируют нужные данные, которые являются основой для расчета среднестатистической потребительской корзины.

###### Содержание потребительской корзины: продукты минимального списка жителя Казахстана?
Этот список пересматривают каждые лет пять и вносят в него определенные изменения. Так, первую корзину “собрали” в Казахстане еще в 1998 году, и в ней было около двадцати продуктов. Уже через семь лет состав ее увеличился чуть больше чем в два раза  —  до 43 наименований. По другим статистическим данным сумма корзины составила в 2020 году не 21, а почти 30 тысяч тенге на человека. Итак, сам список. Мясо и другой белок (кг в год) 15 говядины; 9 свинины; 6,3 баранины; 5 птицы; 3,3 конского мяса; 3 колбасы; 8,4 судака. Это примеры сложного и простого белка, необходимого для употребления и тем, кто сидит на диете, и тем, кто диеты не придерживается. Углеводы и мучное (кг в год) 13 муки; 31 пшеничного хлеба; 4,8 ржано-пшеничного; 4,4 макарон; 8,5 риса; по 2 овсянки, манки и гречки. Овощи и фрукты (кг в год) Овощи  —  это белок, фрукты  —  углеводы, но более здоровые, чем та же сдоба.
Капуста	25 Морковь	20 Лук	20 Помидоры	5 Огурцы	5 Свекла	5 Арбуз	10 Яблоки и другие свежие фрукты	25 Ягоды (виноград, клубника и т.д)	4.5 Сухофрукты	0.5 95 картофеля и 84 кг молока в год  —  это те продукты, которые составляют наибольший процент корзины, уж не говоря о яйцах в размере 142 штук и специй. Например, Соль пищевая	2.19 Дрожжи	0.05 Специи	0.02 И 0,67 кг чая. Такую корзину и предлагают “собрать” жителям Казахстана, чтобы вкладываться финансово и в то же время не голодать. Как выглядит питание по установленному минимуму продуктов в корзине Наша суточная норма — от 1200 до 1500 килокалорий. Здесь опять же нельзя забывать, что норма завтрака составляет четверть килограмма, когда на ужин мы питаемся немного, около 150 г за порцию. Один повар решил провести эксперимент, и оказалось, что установленной корзины одному человеку хватит только на 2/3 месяца. Чем питаться дальше, растягивать остаток? Плюс ко всему, в корзине нет снеков. А перекусов в здоровом питании должно быть не менее двух в день. Другие замечания диетологов Некоторые казахские диетологи не согласны с количеством тех или иных продуктов, выбранными властями в корзину. С точки зрения правильного питания они предложили свои коррективы. Убрать рис и манную крупу из списка. Добавить фруктов (среднестатистическая норма — 1 кг фруктов в день на персону). Учесть зелень (0,5 кг в день). Урезать красное мясо за счет бобовых. Половину муки из пшена заменить ржаной. И в целом — увеличить стоимость корзины в полтора-два раза. Учитывая, что в других странах количество наименований в корзине составляет обычно от 100, а то и от двухсот, в Казахстане этот показатель мал. Но правительство работает над тем, чтобы  увеличить список продуктов с 43 до 50.

## Расслоение по доходам
Средняя заработная плата работников, относимых к категории руководителей, в 2,0 раза превышала заработную плату специалистов высшего уровня квалификации, в 2,6 раз — специалистов среднего уровня квалификации и в 4,4 раза — неквалифицированных рабочих.

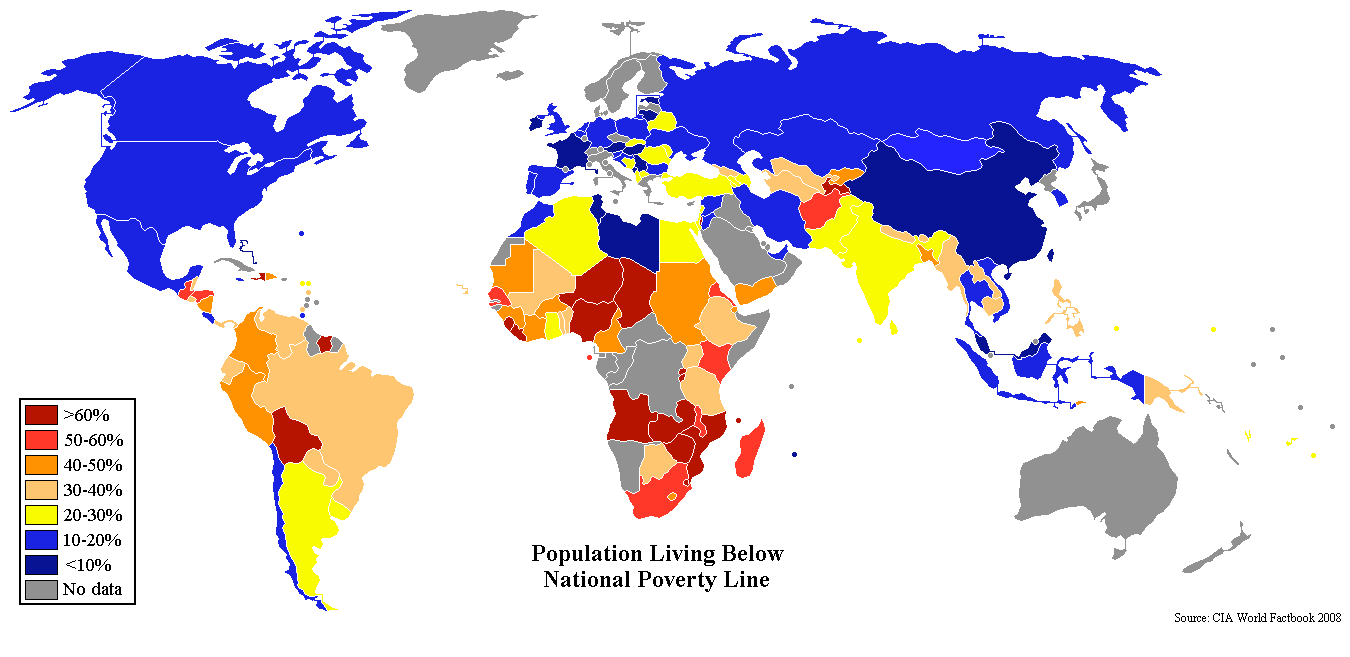
Удельный вес населения стран мира с доходами ниже национальной черты бедности (по данным ЦРУ)

#### Самые богатые
По данным «Forbes Kazakhstan» за 2017 год, суммарное состояние 50 богатейших казахстанцев составило $22,3 млрд

### Бедность
Если в течение 10 лет, до 2013 года включительно, реальная зарплата росла на 7,7 % в год и это стало главным фактором массового снижения бедности (доходы наименее обеспеченных 20 % домохозяйств выросли на 90 %), то в 2015 году уровень бедности (живущие на сумму менее $5 в день) увеличился почти на 6 %, что привело к увеличению числа бедных почти на 1 млн человек.
Согласно расчетам Всемирного Банка, поначалу активно росла доля среднего класса (живущие на $10–50 в день) — с 8,5 % в 2006 году до около 25 % в 2015 году. Однако после падения цен на нефть тенденция развернулась. В нефтяных регионах средний класс сократился почти на 10 %, в Астане и Алматы, где он составлял почти половину населения, — на 13 %, сведя на нет рост пяти лет.